# Ziziphus leucodermis
Ziziphus leucodermis är en brakvedsväxtart som först beskrevs av Bak., och fick sitt nu gällande namn av Oskar Schwartz. Ziziphus leucodermis ingår i släktet Ziziphus och familjen brakvedsväxter. Inga underarter finns listade i Catalogue of Life.